# Endocardi
L'endocardi és una membrana que recobreix internament les cavitats del cor. Forma el revestiment intern de les aurícules i els ventricles. Les seves cèl·lules són similars tant en embriològicament com biològicament a les cèl·lules endotelials dels vasos sanguinis. L'endocardi és gruixut en les aurícules, presenta tres capes:
- Capa interna o endotelial medusa positiva.
- Capa intermèdia o subendotelial.
- Capa externa o subendocàrdica.

L'endocardi és un fi revestiment intern del cor. Està constituït per cèl·lules endotelials i una fina capa del teixit connectiu lax. En l'endocardi mural s'agrega una túnica múscul-elàstic rudimentari i abans del miocardi, una capa gruixuda subendocàrdica de teixit connectiu lax vascularitzat. Recorda que l'endocardi valvular és avascular. Les vàlvules cardíaques a més de l'endocardi estan constituïdes per una capa fibrosa densa subendocàrdica, una esponjosa de teixit conjuntiu laxe ric en matriu extracel·lular i una ventricularitat amb moltes fibres elàstiques. Les semilunars (Ao i Pu) presenten comissures i les auricoloventriculars constitueixen un sistema valvular (vàlvula, corda i múscul papil·lar). Totes es troben en un anell fibrós dens. Amb l'edat, es tornen més gruixudes i opaques.